# 贺旻
贺旻（1957年10月—），女，汉族，辽宁大连人，中华人民共和国政治人物，全国人民代表大会辽宁地区代表。

## 生平
贺旻毕业于辽宁师范大学有机化学专业。1994年12月加入中国民主促进会。2008年，担任全国人大常委会委员，民进中央副主席、辽宁省主委，辽宁省政协副主席。2013年，被选为全国人大代表。2013年2月贺旻任辽宁省人民政府副省长。2018年1月，当选第十三届全国政协委员。